# شركة النصر لصناعة الكوك
شركة النصر لصناعة الكوك هي شركة مصرية سابقة - تم تصفيتها - كانت تابعة لشركة القابضة للصناعات المعدنية وهي مملوكة للدولة تنتج فحم الكوك بأحجامه المختلفة المستخدم في تشغيل الأفران العالية لإنتاج الصلب بالإضافة إلى البنزول، وكبريتات الأمونيوم، والنترات، والنيتروجين.

## التاريخ
تأسست الشركة في 26 ديسمبر 1960 بالقرار الجمهورى 2283 لسنة 1960 وبدأت الشركة أنتاجها عام 1964، ببطارية واحدة بعدد 50 فرن بطاقة أنتاجية سنوية 328 الف طن كوك تعدينى وتم إنشاء البطارية الثانية وبدا الإنتاج عام 1974 بعدد 50 فرن بطاقة إنتاجية سنوية 328 الف طن وتم إنشاء البطارية الثالثة عام 1979 بعدد 65 فرن بطاقة إنتاجية سنوية 560 الف طن كوك وتم إنشاء البطارية الرابعة عام 1993 بعدد 65 فرن بطاقة إنتاجية 560 الف طن سنويا ً ليكون الطاقة الانتاجية للبطاريات الاربع 1.6 مليون طن سنويا ًوتم إعادة بناء البطارية الأولى عام 2000 والثانية عام 2006.

## التصفية
في سبتمبر 2022 قررت الجمعية العامة غير العادية، لشركة النصر لصناعة الكوك، تصفية أعمال الشركة. وترجع أسباب التصفية لتقادم مصانع الشركة وتهالك المعدات والآلات، وارتفاع تكلفة تطويرها والتي تصل إلى 15 مليار جنيه (780.6 مليون دولار)، علاوة على عدم وجود شركات صلب محلية تعتمد على فحم الكوك، واتجاه الحكومة نحو التحول للطاقة الخضراء. بالإضافة لتحقيق الشركة خسائر نتيجة لتصفية شركة الحديد والصلب المصرية العميل الرئيسي للشركة وخلو مصر من مناجم الفحم الحجري القابل للتكويك، مما يلزم الشركة للاعتماد على الاستيراد الكامل للمادة الخام وهى الفحم الحجري بالعملة الصعبة.